# Marcusenius sanagaensis
Marcusenius sanagaensis és una espècie de peix pertanyent a la família dels mormírids i a l'ordre dels osteoglossiformes.

## Etimologia
Marcusenius fa referència a l'alemany Johann Marcusen (el primer ictiòleg a estudiar els mormírids de forma sistemàtica), mentre que l'epítet sanagaensis al·ludeix al seu lloc de procedència: el riu Sanaga al Camerun (Àfrica).

## Descripció
El cos fa 16,8 cm de llargària màxima i és de color gris (el cap un xic més fosc). 24-28 radis tous a l'única aleta dorsal i 29-33 a l'anal. 43-45 vèrtebres. 49-56 escates a la línia lateral. Boca terminal i amb dents bicúspides (cinc al maxil·lar superior i sis a l'inferior). Musell arrodonit i rom. Nariu anterior a mig camí entre l'extrem del musell i els ulls. Diàmetre dels ulls igual al 47-75% de la longitud del musell. Aleta dorsal més curta que l'anal, mentre que l'altura d'ambdues aletes és inferior a la de llurs llargàries. Llargada de les aletes pectorals igual a dues vegades la de les pelvianes. Presenta dues bandes fosques i verticals entre les aletes dorsal i anal (la primera situada entre els extrems anteriors de totes dues aletes, mentre que la segona es troba entre els posteriors i no sempre és clarament visible). Es pot diferenciar fàcilment de les altres dues espècies de Marcusenius presents al riu Sanaga perquè Marcusenius mento té 12 escates al voltant del peduncle caudal, mentre que Marcusenius moorii en té vuit i menys escates a la línia lateral (37-45 vs. 49-56 en M. sanagaensis).

## Hàbitat i distribució geogràfica
És un peix d'aigua dolça, demersal i de clima tropical, el qual viu a Àfrica: és un endemisme dels fons sorrencs dels rius més grans de la conca del riu Sanaga al Camerun. Comparteix el seu hàbitat amb Marcusenius mento, Marcusenius moorii, Mormyrops anguilloides, Mormyrus tapirus, Petrocephalus simus, Alestes macrophthalmus, Brycinus kingsleyae, Hydrocynus forskahlii, Distichodus kolleri, Barbus brevispinis, Barbus guirali, Barbus progenys, Labeobarbus habereri, Labeobarbus mbami, Raiamas senegalensis, Bagrus bajad, Chrysichthys longidorsalis, Parauchenoglanis balayi, Schilbe djeremi, Schilbe mystus, Clarias gariepinus, Synodontis rebeli, Hemichromis fasciatus, la tilàpia del Nil (Oreochromis niloticus), Sarotherodon galilaeus sanagaensis i Tilapia camerunensis.

## Estat de conservació
Es troba amenaçat a la part més occidental de la seua distribució geogràfica a causa de la urbanització i l'agricultura intensiva (per, entre altres factors, la contaminació per plaguicides i la sedimentació). A més, la sedimentació originada per l'artigatge i la tala comercial fa també perillar la seua supervivència a la conca del riu Mbam (el principal afluent del Sanaga).

## Observacions
És inofensiu per als humans i el seu índex de vulnerabilitat és baix (17 de 100).